# Lysandra hibera
Lysandra hibera är en fjärilsart som beskrevs av Ruggero Verity 1939. Lysandra hibera ingår i släktet Lysandra och familjen juvelvingar. Inga underarter finns listade i Catalogue of Life.